# Toxorhynchites bengalensis
Toxorhynchites bengalensis är en tvåvingeart som beskrevs av Rosenberg och Neal L. Evenhuis 1985. Toxorhynchites bengalensis ingår i släktet Toxorhynchites och familjen stickmyggor.
Artens utbredningsområde är Bangladesh. Inga underarter finns listade i Catalogue of Life.